# 安德烈·阿尼克耶夫
安德烈·阿纳托利耶维奇·阿尼克耶夫（羅馬化：Andrey Anatol'yevich Anikeyev；1961年12月16日—）是俄罗斯政治人物，第八届国家杜马代表。
1990年代，他搬到奥伦堡，领导专门从事纺织行业的开放式股份公司“ORENTEKS”。2005年，他获得了莫斯科劳动力市场和信息技术学院的经济学副博士学位。2000年至2002年，他担任奥伦堡市议会代表，后来成为第三届和第六届奥伦堡州立法议会代表。2021年，他进入立法会最富有的代表名单。2021年9月，他代表奥伦堡州当选为第八届国家杜马议员。
安德烈·阿尼克耶夫是田径体育大师，也是莫斯科和全联盟比赛的数次冠军获得者。
他的堂弟格里戈里·阿尼克耶夫也是国家杜马议员。

## 制裁
阿尼克耶夫于2022年因俄乌战争而受到英国政府制裁。